# 職業特工隊2
《不可能的任務2》（英語：Mission: Impossible II，簡稱：M:I-2）是一部于2000年上映的美國動作諜報片，由吳宇森执导，湯姆·克魯斯主演。此片场景取自澳大利亚悉尼。該片接續布萊恩·狄帕瑪的1996年電影，以同名電視連續劇為基礎。此片是告魯斯與譚蒂·紐頓繼《吸血迷情》後相隔六年再度合作。電影2000年5月24日在美國上映，儘管整體口碑不如前集，但全球票房仍取得佳績。

## 劇情
不可能任務情報局是一個中央情報局（CIA）底下非官方的組織，而這回IMF要解決一觸即發的病毒危機。病毒科學家涅科維奇為了不讓自己的研究成果被有心人士利用，向IMF特工伊森求助，不料自己卻遭到假冒伊森的IMF成員西恩殺害，身上的藥品「柏勒洛」也被取走；而真正的伊森則在地球的另一處度假。IMF這次賦予伊森一個搶回病毒與解藥的任務——阻止西恩將病毒擴散，造成大流行。原來涅科維奇為一間藥廠工作，發明了一種叫「奇美拉」的病毒，而「柏勒洛」為其解藥，藥廠老闆麥克洛伊為了要賺錢，想把「奇美拉」放出去，涅科維奇為了阻止他，就把「奇美拉」注入自己體內，並帶了「柏勒洛」逃走。而得知麥克洛伊計畫的西恩也想分一杯羹，於是他殺害涅科維奇並搶走「柏勒洛」，但光有「柏勒洛」是沒用的，所以他必須去偷「奇美拉」，好讓病毒大流行。
IMF這次分配給伊森的成員，除了同僚比利、路德之外，還加了女神偷奈亞。原來奈亞是西恩的昔日情人，IMF計畫讓奈亞回到西恩身邊探聽消息，但是這樣的計畫根本瞞不過精明幹練的西恩。當伊森得知西恩要去偷「奇美拉」時，他搶先一步到達藥廠的實驗室，摧毀大部份的病毒，但隨後來到的西恩及其手下卻利用強大火力，把伊森壓制到根本殺不出去，奈亞眼見情況不對，索性將唯一未被摧毀的病毒注入自己體內，好讓西恩不敢殺她，西恩雖然氣憤，卻也無可奈何，將奈亞當成人質。
事情發展至此，伊森決定抱持孤注一擲的決心，全力阻止西恩的陰謀。伊森利用易容術干擾了西恩與麥克洛伊的交易，雙方展開激烈交戰；比利和路德得知奈雅在人潮眾多的雪梨市中心後成功救到了她。伊森與西恩在經過一場飛車追逐後，在一座沙灘展開一對一對決，最後由伊森搶先槍殺了對方告終。病毒危機解除，伊森與奈亞開心團聚。

## 演員
| 演員                            | 角色                                      | 備註                                                                                    |
| 湯姆·克魯斯 Tom Cruise          | 伊森·韓特 Ethan Hunt                      | IMF特工，善於易容，奉命奪回失竊的病毒「奇美拉」和解藥。                                 |
| 譚蒂·紐頓 Thandie Newton        | 奈亞·諾多夫-霍爾 Nyah Nordoff-Hall        | 職業竊賊，西恩前女友，周旋於伊森和西恩之間以達成其目的。                                |
| 文·雷姆斯 Ving Rhames           | 路德·史提寇 Luther Stickell               | IMF特工，頂尖駭客，前來支援伊森奪回病毒的行動。                                         |
| 道格瑞·史考特 Dougray Scott     | 西恩·安布羅斯 Sean Ambrose                | 前IMF特工，奈亞前男友，製造墜機意外並意圖竊取致命病毒及解藥的主謀，技能與伊森不相上下。 |
| 布蘭頓·葛利森 Brendan Gleeson   | 約翰·麥克洛伊 John C. McCloy              | 藥廠CEO，涅科維奇為其公司研究人員，「奇美拉」實際擁有者。                               |
| 理查·羅森堡 Richard Roxburgh    | 休·史坦普 Hugh Stamp                      | 西恩老友兼副手，質疑奈亞接近西恩的動機而處處提防；劫機行動中，曾偽裝機長。              |
| 約翰·波爾森 John Polson         | 比利·貝爾德 Billy Baird                   | 伊森小隊成員，飛行員，負責變裝、監視作業。                                              |
| 雷德·薛比吉亞 Radé Sherbedgia   | 韋拉米爾·涅科維奇 Dr. Vladimir Nekhorvich | 分子生物學家，病毒「奇美拉」和解藥「柏勒洛」製造者，和伊森為舊識。                      |
| 威廉·馬波德 William Mapother    | 沃利斯 Wallis                             | 西恩團隊成員，曾參與劫機行動。                                                          |
| 多米尼克·珀塞爾 Dominic Purcell | 烏立克 Ulrich                             | 西恩團隊成員，曾參與劫機行動。                                                          |
| 馬修·威爾金森 Mathew Wilkinson  | 麥可 Michael                              | 西恩團隊成員。                                                                          |
| 安東尼·霍普金斯 Anthony Hopkins | 史旺貝克 Swanbeck                         | 伊森的任務指揮官，要求他募集隊友並帶回病毒活體樣本。                                    |

## 製作
本片的主體拍攝於1999年4月19日開始，在澳大利亚進行製作。

## 迴響

### 評價
爛番茄新鮮度57%，基於146條評論，平均分為6/10，而在Metacritic上得到59分，IMDB上得6.1分，好評佔多數。